# Psilogasteroides formicarius
Psilogasteroides formicarius is een vliesvleugelig insect uit de familie Eucharitidae. De wetenschappelijke naam is voor het eerst geldig gepubliceerd in 1910 door Brèthes.